# Мехмед II Фатіх

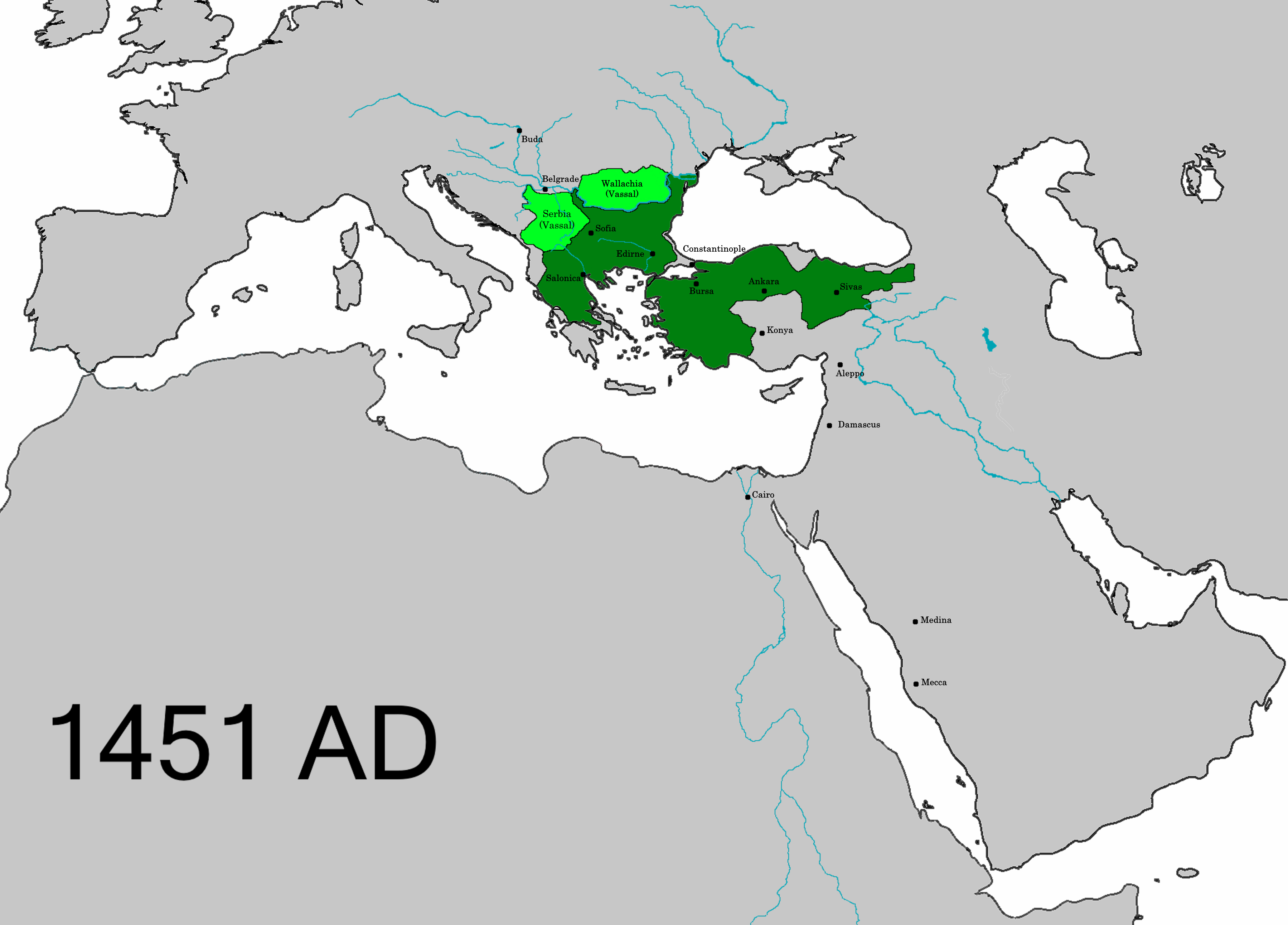
Османська держава у 1451, станом на початок другого правління Мехмеда II

Мехмед II Фатіх Завойовник (тур. محمد الثانى Mehmed-i sānī, Lakabı el-Fatih (الفاتح), 30 березня 1432, Едірне — 3 травня 1481) — османський султан (1444-1446, 1451-1481 рр.), найбільший полководець свого часу, особисто очолював походи турецької армії. У травні 1453 року захопив Константинополь, чим поклав край Візантійській імперії. У 1452-1459 роках завоював Сербію і перетворив її на османську провінцію. За його правління були підкорені Морея (1460), Трапезундська імперія (1461), Боснійське королівство (1463), острів Евбея, Албанія (1479). У 1475 Мехмед II змусив визнати свою васальну залежність Менґлі I Ґерая, правителя Кримського ханства, а в 1478 турецьким васалом знову стало Волоське князівство.
У період правління Мехмеда II був складений перший збірник законів Османської імперії «Канун-наме». У Туреччині його вважають національним героєм.

## Біографія
Мехмед II народився 29 березня 1432 в Едірне. Був четвертим сином Мурада II й наложниці Хюми-хатун.

### Дитинство
Коли йому виповнилося шість років, його послали управляти санджаком Саруханом (зі столицею в Манісі). Там він перебував до серпня 1444 року.
22 червня 1444 року поляки і серби почали військові дії, і батькові Мехмеда II, Мураду II, який знову взяв управління імперією до своїх рук, у грудні цього року вдалося здолати їх у битві при Варні.
Навесні 1446 Мурад II з особистою охороною в кілька тисяч військ перейшов межі Румелії, отримав там підтримку від Джандарли Халіля-паші і повторно сів на свій престол. Тут доречно згадати про повстання яничарів (Бучуктепе), які своїм невдоволенням створили передумови до здачі трону й заслання молодого падишаха.
Мехмед II, зломлений протестом армії, змушений був залишити Едірне, і разом з вчителями, і наближеними, повернутися в Манісу. Вдруге правлячи там п'ять років, він розпочав вдосконалення своєї освіти, але вже не з-під дрючка свого вчителя, а доброхіть. Тут він звернув увагу на інші галузі знань і став цікавитися метафізикою, прагнучи пізнати таємниці світобудови, життя і смерті.
За наказом батька, між 1448-1450 роками, Мехмед був учасником Албанської експедиції. За 15 днів до смерті Мурада II він повернувся в Едірне і вдруге зійшов на трон.
Але інші вороги теж не дрімали. Все ще прагнучи Анатолію, князівство Карамаідів взяло в облогу Сейдишехир і Акшехир. А на заході серби, буцімто оплачуючи витрати молодої дружини Мурада II Мари-султан, яка була повернулася на батьківщину, силою привласнили собі кілька фортець.
Сам Мехмед II деякий час за всіма подіями навколо імперії спостерігав холоднокровно. Протягом 1451 року були укладені короткострокові мирні договори з угорцями і венеційцями. Така повільність і видима нерішучість надихнула країни Білого моря і, через деякий час, їхні об'єднані морські сили ввійшли в Чанаккалінську протоку.

### Облога і взяття Константинополя
Оборона міста повністю лягла на плечі латинян — тутешніх крамарів. 23 березня 1453 року Мехмед II повністю розробив план майбутнього бою і вийшов з Адріанополя.
5 квітня Мехмед II зупинив свої війська чисельністю в 100 000 воїнів у Топкапи і влаштував привал, а на наступний ранок, звелівши відкрити вогонь з великої гармати, розпочав атаку. Битва, що увійшла у світову історію як 53-денне оточення і взяття Константинополя, завершилася звитяжно, попри старання 9000 захисників міста. Костянтин XI, здійснивши в Софійському соборі 28 травня останній молебень, волів померти в битві.
29 травня Константинополь був захоплений, втрати Мехмеда II були значні і перемога дісталася тільки завдяки чисельній перевазі османської армії. Султан разом з величезним військом увійшов в Константинополь і насамперед видав декрет про «надання свободи всім, хто залишився в живих».

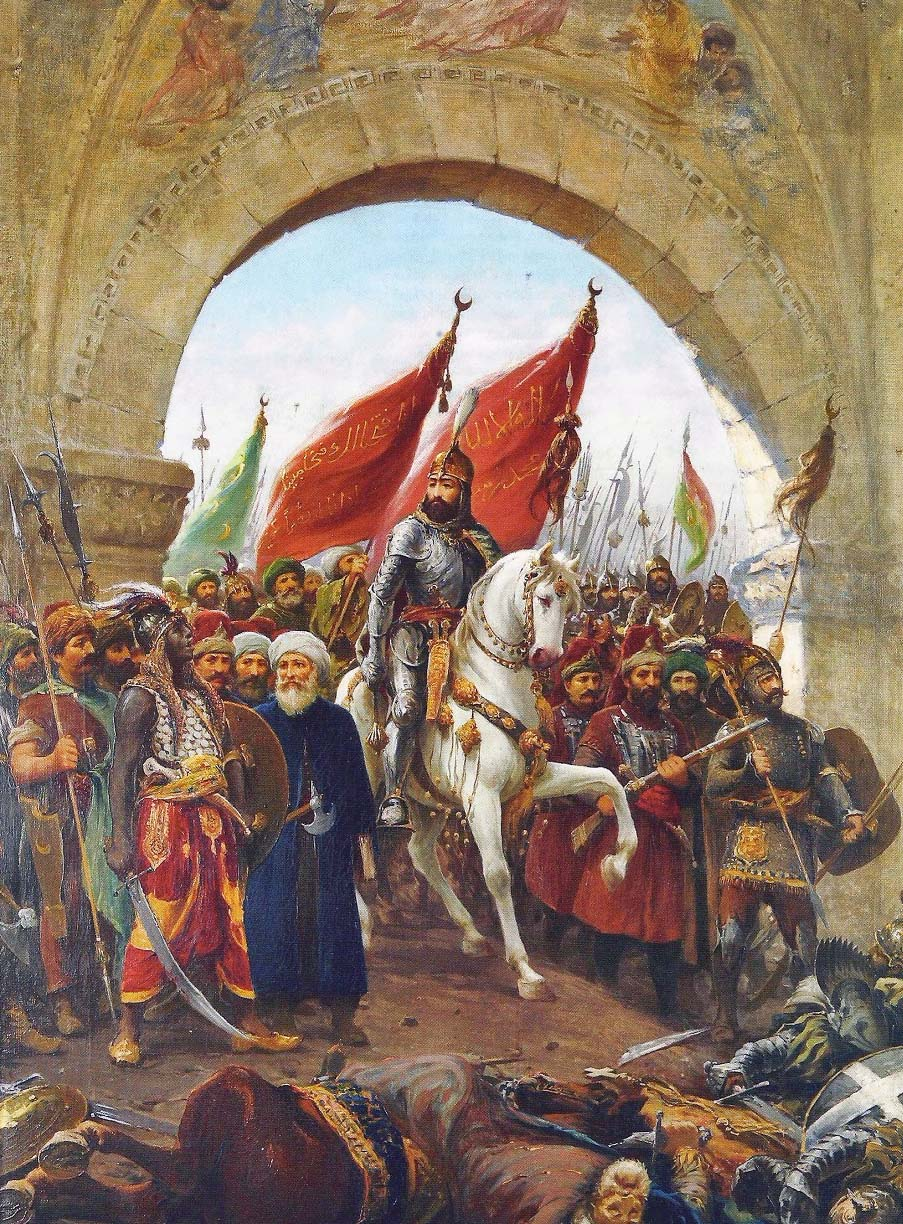
Вступ Мехмеда II у Константинополь

З метою цілісності та охорони культурних цінностей Константинополя він вжив низку серйозних заходів і вирішив створити тут надійну, укріплену монополію. Для цього став налагоджувати зв'язки з духовними особами, настоятелями та керівниками християнських церков і місій. Одночасно він наказав Заганосу-паші взяти Галату. Таким чином береги Золотого Рогу були возз'єднані під одним правлінням. Тут він спланував створення нового торгового району. Взяття Константинополя змінило ставлення до Мехмеда II. Беручи це до уваги, венеційці й генуезці уклали з Османською Імперією договір, який передбачав взаємну торгівлю і довіру.

## Сімейне життя
Дружини та наложниці :
Еміне Гюльбахар-хатун — шлюб укладено в 1446 році. При Баязиді II отримала титул, аналогічний титулу валіде-султан. За деякими даними, за походженням була слов'янкою чи албанкою. Мати Баязида, Гевхер і Айше.
Гюльшах-хатун — шлюб укладено в 1449 році. Мати Мустафи.
Чичек-хатун — за однією версією, була туркенею і мала брата Даї Алі-бея, за іншою — сербською княгинею.
Сітті Мюкріме-хатун — дочка правителя бейліка Зулькадар Сулеймана-бея в 1449 році. За книгою Бабінгера «Іслам», вона не мала дітей.
Діти :
1. Баязид Агабей (Улу Шехзаде) — став султаном Баязидом II (мати Еміне Гюльбахар). Дата народження спірна, варіюється не раніше 1447 року до 1449 або 1451.
2. Мустафа — народився в Едірне, 1451, від Гюльшах-хатун. Санджакбей Сарухану в 1457-1472 і Караману 1466-1474. Помер 25 грудня, 1474 року. Мав двох дочок: Хані-султан і Фарахшад-султан (нар. 1467).
3. Гіяс-уд-дін Джем Хан —  народився в Едірне, 23 грудня 1459 року. Правитель Ісфендіяра (Кастамону) 1469-1474 і Караману 1474-1481. Став спадкоємцем (Валі-Ахад) 25 грудня 1474 року. Був проголошений султаном Анатолії після смерті батька 28 травня 1481 року. Програв братові Баязиду в битві Єнішехір 20 червня 1481. Отримав захист мамлюків, через Родос втік до Європи. Помер у Неаполі, 25 лютого 1495 року. Мав трьох синів і двох дочок: Абдуллу (Кастамон 1473. — Бурса 1481, залишив дітей); Огуза-хана (Кастамон, 1474 — Стамбул 1483 р.); Мурада (Конья, 1475, — Родос, 1522).
4. Гевхер-султан від Гюльбахар — народилася приблизно в 1460-му. 1474 року приблизно в 14 років вийшла заміж за Мухаммада Мірзу-пашу Угурлу (пом. 1477), сина султана Узун Гасана Аккоюнлу. Мала від нього чотирьох синів.
5. Айше-султан від Гюльбахар — була одружена з Хасаном, сином правителя бейліка Джандарогуллари Кемаледдіна Ісмаїла.